# Gilbert Banda
Gilbert Banda (ur. 30 maja 1983 w Bulawayo) – zimbabwejski piłkarz grający na pozycji obrońcy. W swojej karierze rozegrał 11 meczów w reprezentacji Zimbabwe.

## Kariera klubowa
Swoją karierę piłkarską Banda rozpoczął w klubie Highlanders FC. W sezonie 2001 zadebiutował w jego barwach w pierwszej lidze zimbabwejskiej. Grał w nim do końca 2011 roku. Trzykrotnie wywalczył z nim mistrzostwo Zimbabwe w sezonach 2001, 2002 i 2006 oraz trzykrotnie wicemistrzostwo w sezonach 2003, 2004 i 2007. W 2012 roku grał w FC Platinum, a w latach 2013-2015 w How Mine FC. W sezonie 2016 był zawodnikiem Bantu Rovers FC, w którym zakończył karierę.

## Kariera reprezentacyjna
W reprezentacji Zimbabwe Banda zadebiutował 24 czerwca 2006 w zremisowanym 1:1 towarzyskim meczu z Malawi, rozegranym w Maputo. Od 2006 do 2010 wystąpił w kadrze narodowej 11 razy.